# Arthur Hamilton
Arthur Hamilton, született Arthur Stern (Seattle, Washington, 1926. október 22. – 2025. június 3. vagy előtte) amerikai dalszerző.

## Pályafutása
Leginkább az 1953-ban megjelent Cry Me a River örökzöld dal szerzőjeként ismert, amelyet számos művész előadott és előad mind a mai napig.
Szerzeményei többek között Dinah Washington, Harry Connick Jr., Barbra Streisand, Johnny Mathis, Ray Charles, Diana Krall előadásában váltak ismertté.
Arthur Hamilton egyszer azt mondta a Cry Me a River-ről: „Soha nem hallottam így együtt ezt a szóösszetételt. Megtetszett a kifejezés”.

## Előadta (mások mellett)
- Julie London
- Ray Charles
- Ella Fitzgerald
- Diana Krall
- Barbra Streisand
- Kenny Washington
- Halie Loren
- Joe Cocker
- Magda Piskorczyk
- Náray Erika

...